# Chowking
Chowking ist eine philippinische Schnellrestaurantkette, die eine Mischung aus westlichen und chinesischen Fastfoodgerichten anbietet.

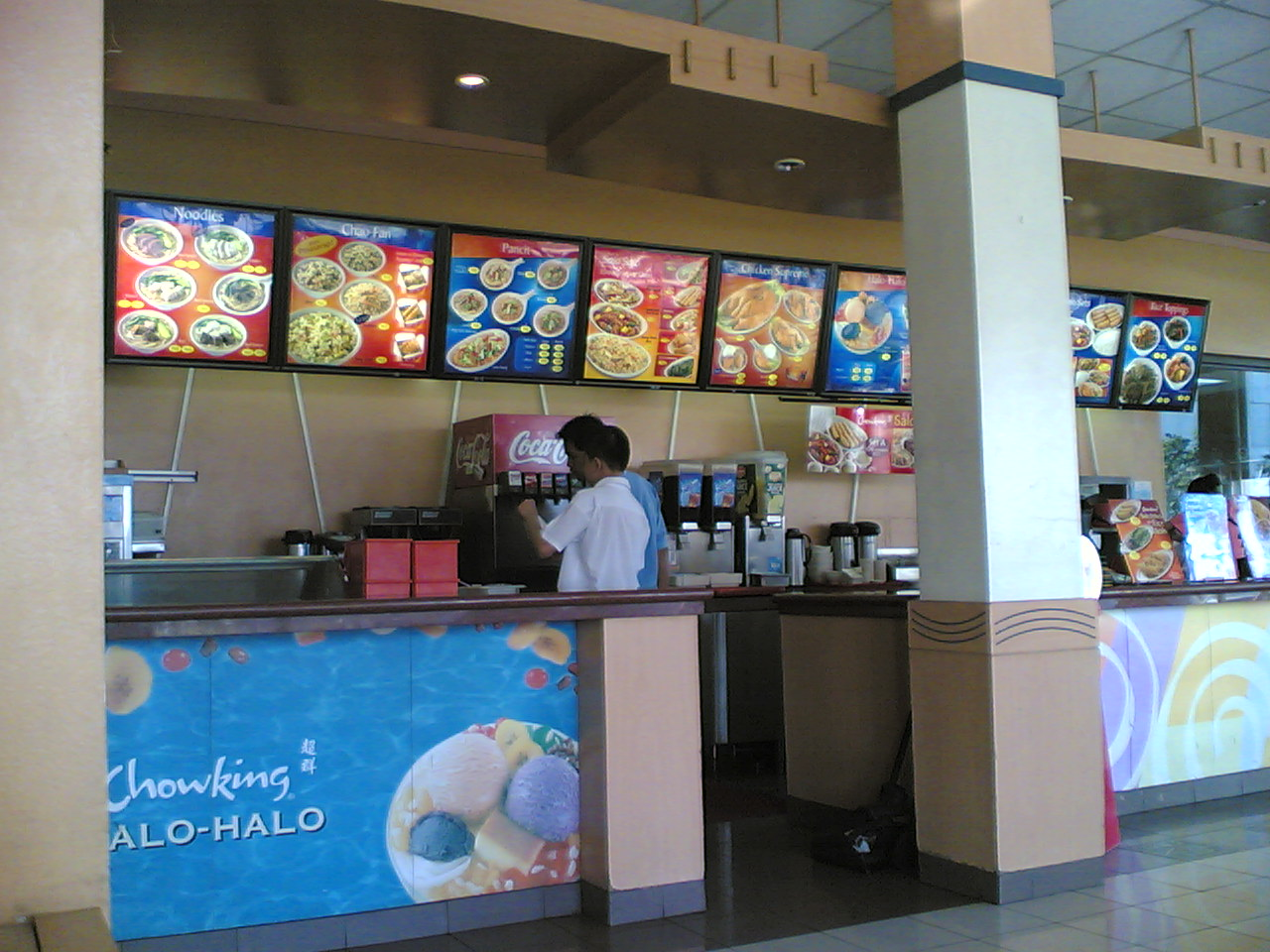
Chowking-Filiale in Taguig.

Gegründet wurde Chowking im Jahr 1985 von Robert Kuan als chinesisches Gegenstück zur amerikanischen Fastfoodkette McDonald’s. 1989 startete Chowking mit ihrem Expansionskurs mittels Franchising und dehnte so ihr Netz über die Philippinen aus. Am 1. Januar 2000 wurde Chowking von der größten Fastfoodkette der Philippinen, Jollibee, übernommen.
Heute sind die meistverkauften Produkte bei Chowking Halo-halo und Chicken Lauriat.
Im März 2010 wurde das 400. Chowking-Restaurant in den Philippinen eröffnet. Weitere 30 Niederlassungen gibt es in den USA und im Nahen Osten.